# معركة سانتياغو

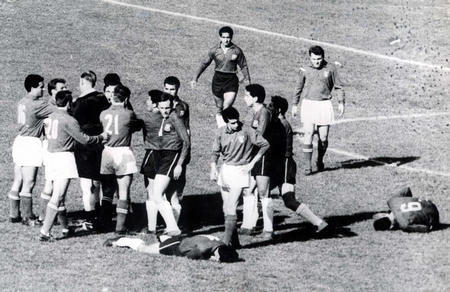
صورة من المباراة بين إيطاليا وتشيلي

معركة سانتياغو (بالإيطالية: Battaglia di Santiago) (بالإسبانية: Batalla de Santiago) هو لقب أطلق على مباراة لكرة القدم سيئة السمعة خلال نهائيات كأس العالم لكرة القدم 1962، بين المضيف تشيلي وإيطاليا في 2 يونيو 1962 في العاصمة التشيلية سانتياغو. أدار اللقاء الحكم الإنجليزي كين أستون، الذي يعود الفضل له في ابتكار البطاقات الصفراء والحمراء في وقت لاحق. وتعتبر من أكثر المباريات عنفاً في تاريخ كأس العالم لكرة القدم. في لقاء انتهى بفوز المنتخب التشيلي بنتيجة 2-0.
سبب هذا التوتر هو هجوم شنيع شنته الصحافة الإيطالية على تشيلي وتنظيمها للبطولة، حيث قام الصحفيان الإيطاليان انطونيو شيريللى وكورادو بيزينيللى، بكتابة عن فشل تشيلي في استضافة منافسات كأس العالم لكرة القدم 1962 وأن تشيلي لا تستحق تنظيم البطولة بسبب فقرها وجهلها وجشع تجارها وتخلف شعبها. ثم قامت الصحف التشيلية بترجمة المقالات للغة الإسبانية، مما آثار غضب وحفيظة جماهير تشيلي، خاصة أن سبب هذا الاستعداد الغير كامل يرجع إلى زلزال فالديفيا 1960 والذي يعتبر أقوى زلزال حدث في تاريخ البشرية.
بدأت المباراة، ووقع الخطأ الأول في غضون 12 ثانية من انطلاق المواجهة الدامية، وبعد الوصول إلى الدقيقة الثانية عشر تم طرد الإيطالى جورجو فيريني بعد ارتكابه خطأ على هورينو اندا لاعب منتخب تشيلي لكرة القدم، لكنه رفض الخروج، فتم إخراجه بالقوة من قبل رجال الشرطة. رد لاعب منتخب تشيلي ليونيل سانشيز على تلك العرقلة بلكم اللاعب الإيطالي ماريو ديفيد، لكن الحكم تغاضى عن طرده. مما دفع باللاعب الإيطالي ماريو ديفيد لركل ليونيل سانشيز على رأسه، في الدقيقة 29 ويتم طرده، ليلعب المنتخب الإيطالي بتسعة لاعبين. وخلال مجريات اللقاء تعرض الإيطالي اومبرتو ماستشيو للكمة قوية من ليونيل سانشيز أدت إلى كسر أنفه، ومع ذلك لم يقم الحكم بطرده، مما تسبب بفوضى عارمة بين الفريقين وصلت إلى الشجار والبصق، مما دفع الشرطة للتدخل أكثر من ثلاث مرات.
و عندما عرضت لقطات من المباراة على التلفزيون البريطاني، وصف المعلق الشهير ديفيد كولمان المباراة على أنها  الأغبى والأسوأ في تاريخ كرة كأس العالم، إن لم يكن في تاريخ كرة القدم (بالإنجليزية: the most stupid, appalling, disgusting and disgraceful exhibition of football, possibly in the history of the game).

## وصلات خارجية
- http://www.ultimathule.it/modules.php?name=Content&pa=showpage&pid=153 نسخة محفوظة 9 أكتوبر 2007 على موقع واي باك مشين. (بالإيطالية)
- http://www.todoslosmundiales.com.ar/mundiales/1962chile/historias/0017chilevsitalia.htm (بالإسبانية)